# Noël Juchereau
Noël Juchereau, sieur des Chatelets (août 1593 - peu avant le 31 juillet 1648) est un pionnier de la Nouvelle-France et un membre de la Compagnie de la Nouvelle-France dès 1627, année de sa fondation.

## Biographie
Juchereau est baptisé à Tourouvre dans le Perche le 30 août 1593. Son père s'appelle Jean (1567-1628) ; il est de Tourouvre ; son grand-père est de Mortagne.
Sa mère est la première femme de Jean, Jeanne Creste (morte en 1608), de la famille des seigneurs de Tourouvre et de l'Hôme. Juchereau a un frère, Jean Juchereau de Maur (1592-1672), père de Jean Juchereau, sieur de la Ferté, et Nicolas Juchereau, sieur de St-Denys.
Devenu licencié in utroque jure, Juchereau arrive pour la première fois à Québec en 1634. Il est suivi de Jean et sa famille en 1643.
Juchereau est très présent dans la nouvelle colonie française. Le gouverneur de Québec demande fréquemment son aide sur certains sujets juridiques délicats.
Juchereau et Pierre Legardeur de Repentigny créent la Communauté des habitants. Il en devient commis principal en 1645. Comme gardien d'église à partir de 1645-1646, il participe aux cérémonies religieuses de Québec.
Les terres près de Québec accordées à Juchereau, célibataire, iront à ses neveux ; quant au fief Saint-Michel, qu'il a acheté, il sera la dot de sa nièce Geneviève lors de son mariage avec Charles Legardeur de Tilly.
Juchereau revient en France en 1647 en tant que délégué de la Communauté des habitants afin d'y obtenir des changements. Il meurt le 31 juillet 1648, à Orléans, sans avoir vu l'aboutissement de sa mission, le « règlement royal de 1648 ».
Il ne faut pas confondre Noël Juchereau avec un homonyme, également sieur des Chastelets, né à La Ferté-Vidame, licencié en droit et marchand, que mentionne Benjamin Sulte.